# Eugenio Ravignani
Eugenio Ravignani (* 30. Dezember 1932 in Pula, Istrien (heute in Kroatien); † 7. Mai 2020 in Opicina, Italien) war ein italienischer römisch-katholischer Geistlicher und Bischof von Triest.

## Leben
Eugenio Ravignani absolvierte eine theologische Ausbildung zusammen mit anderen triestinischen Seminaristen am Seminar von Vittorio Veneto und am Seminar in Triest. Am 3. Juli 1955 empfing er die Priesterweihe in der Kathedrale von Triest durch Bischof Antonio Santin und wurde in den Klerus des Bistums Triest und Capodistria inkardiniert. 1961 schloss er ein theologisches Doktoratsstudium an der Päpstlichen Lateranuniversität in Rom ab. In der Diözese hatte er verschiedene Positionen. 1967 übernahm er die Leitung des ökumenischen Dialogs mit den Führern der christlichen, orthodoxen und evangelischen Kirchen der Stadt Triest, dehnte ihn auch auf die jüdische Gemeinde aus und behielt diese Position bis 1978 bei. 1968 wurde er zum Rektor und Präfekten des Studiums im Diözesanseminar ernannt und war hier bis 1983 engagiert. Von 1978 bis 1981 leitete er die Diözesanwoche „Vita Nuova“.
Papst Johannes Paul II. ernannte ihn am 7. März 1983 zum Bischof von Vittorio Veneto. Die Bischofsweihe in der Kathedrale Santa Maria Assunta spendete ihm der Bischof von Triest, Lorenzo Bellomi, am 24. April desselben Jahres; Mitkonsekratoren waren Gioacchino Muccin, Bischof von Belluno e Feltre, und Antonio Vitale Bommarco OFMConv, Erzbischof von Gorizia. Sein bischöflicher Wahlspruch war „Donec dies elucescat“ (1 Pt 1,19).
Am 4. Januar 1997 wurde er von Johannes Paul II. zum Bischof von Triest ernannt. Er war Vizepräsident der Bischofskonferenz des Triveneto (2000–2009) und Mitglied der Bischofskommission für Ökumene und interreligiösen Dialog und Mitglied der Bischofskommission für katholische Bildung, Schule und Universitäten der italienischen Bischofskonferenz CEI. Er war Mitglied der Bischofskommission der Theologischen Fakultät des Triveneto.
Am 4. Juli 2009 nahm Papst Benedikt XVI. sein aus Altersgründen vorgebrachtes Rücktrittsgesuch an.
Eugenio Ravignani engagierte sich für zahlreiche Sozialprojekte im Heiligen Land. Er war Großoffizier des Ritterordens vom Heiligen Grab zu Jerusalem und war von 1997 bis 2009 Prior der Sektion Friuli Venezia Giulia des Päpstlichen Laienordens.

## Schriften
- La creazione nell’Adversus Hermogenem di Tertulliano, Pontificia Università Lateranense, Roma 1963
- Diventare cristiani. Direttorio per l’iniziazione cristiana, Elledici 1987, ISBN 978-8801116984
- mit Giuseppe Alberigo, Alberto Melloni: Giuseppe Dossetti. un itinerario spirituale, Nuova Dimensione 2006, ISBN 978-8889100356